# Богогласник
Богогла́сник — сборник религиозных песен XVIII века, исполняемых вне церковного обряда.

## Возникновение
Сборник религиозных песен Богогласник был составлен на основе рукописных песенных книг XVII—XVIII веков. Его первое печатное издание увидело свет в 1790 году на Волыни в Почаевской типографии. Затем, до начала XX века сборник неоднократно переиздавался.

## Авторы песен
Среди авторов религиозных песен были такие известные деятели, как например, святитель Димитрий Ростовский (№ 33, 101, 138, 242), Г. Сковорода (№ 227), И. Пашковский. Также, авторами и распространителями стали странствующие студенты разных учебных заведений, ученики школ, некоторые поэты и музыканты. Интересно, что иногда они оставляли свои имена в форме акростихов.

## Запись песен
Тексты в основном на староукраинском книжном языке, реже на церковнославянском, польском (33 песни) или латыни (3 песни). Завершались песни силлабическими стихами разных размеров.
Ноты писались квадратной киевской нотацией одноголосно. Впоследствии среди композиторов, принявших участие в обработке мелодий, были Н. Лысенко, Н. Леонтович, С. Людкевич, В. Барвинский, А. Кошиц.

## Песенные темы
Среди наиболее популярных песенных тем были произведения рождественского цикла, многие из которых сохранились до сих пор. Имелись, также, богородичные песни, проникнутые теплом и лирикой и, вообще песни, прославляющие Иисуса Христа, местночтимых святых и преподобных, и чудотворные иконы. Кроме того, достаточно распространёнными стали покаянные псалмы царя Давида, например, № 50.